# ماري ويجمان
ماري ويجمان  (13 نوفمبر 1889 - 18 سبتمبر 1973)، راقصة ألمانية ورائدة في العلاج بالرقص والرقص التعبيري  و والتدريب الحركي بدون حذاء الباليه. (بالألمانية: Mary Wigman)‏

## حياتها

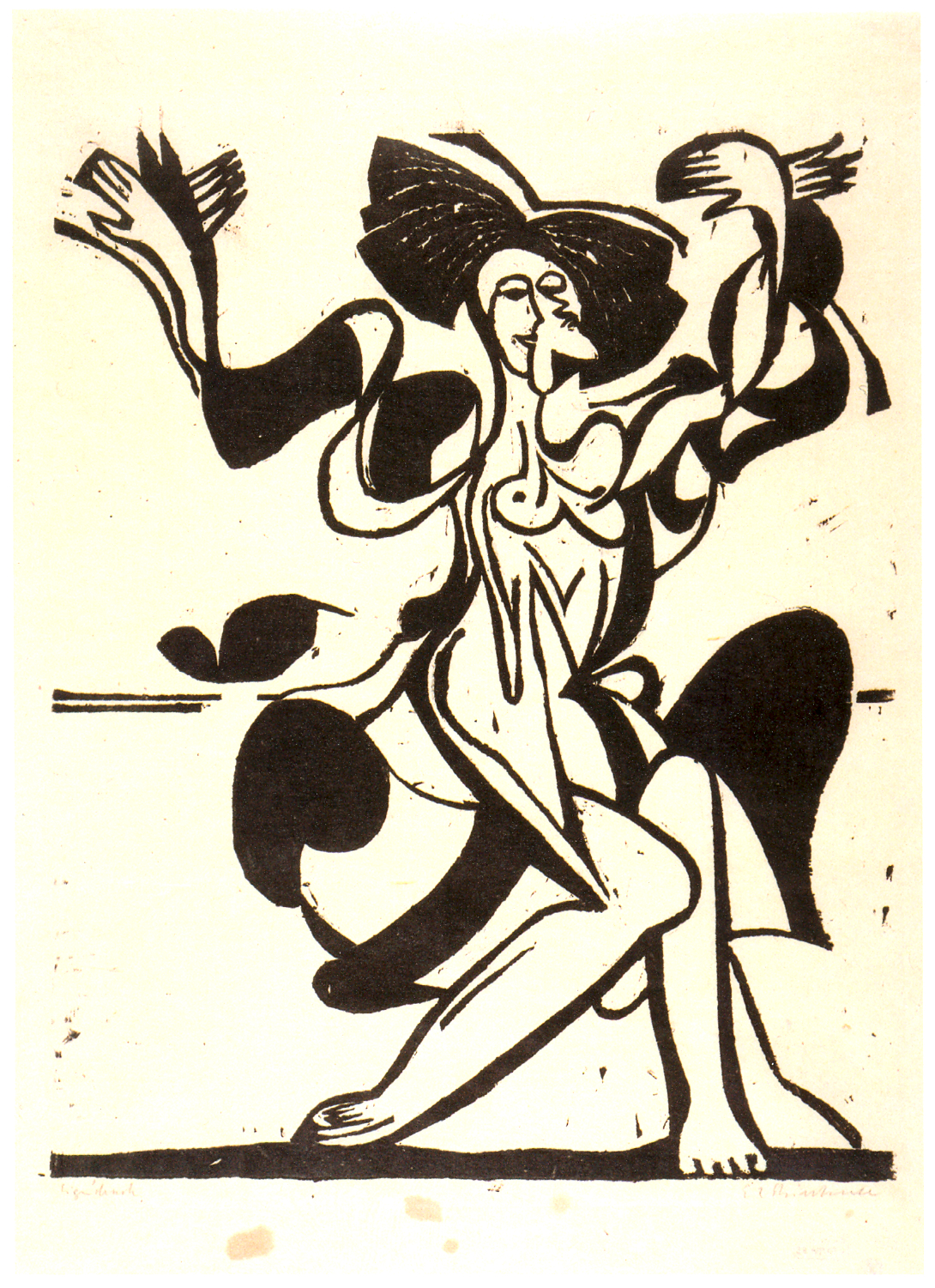
صورة ماري وهي ترقص رسمها Ernst Ludwig Kirchner

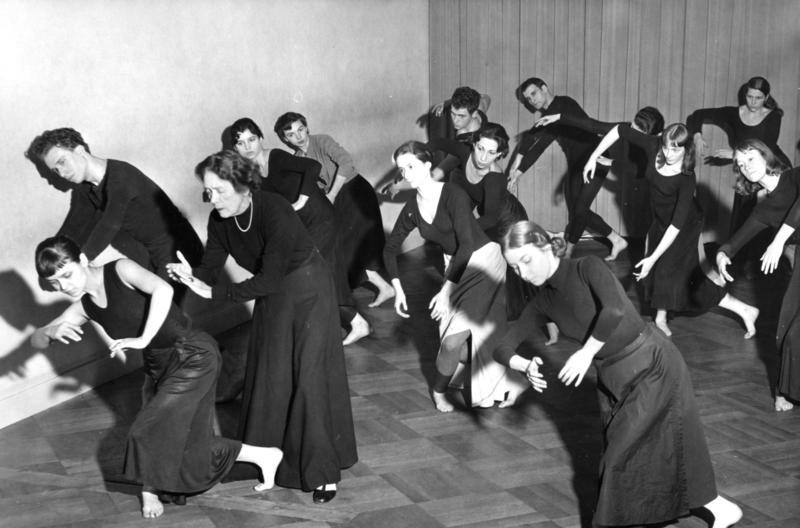
ماري في استوديو الرقص في برلين الغربية عام 1959

### أعمال مختاره لها

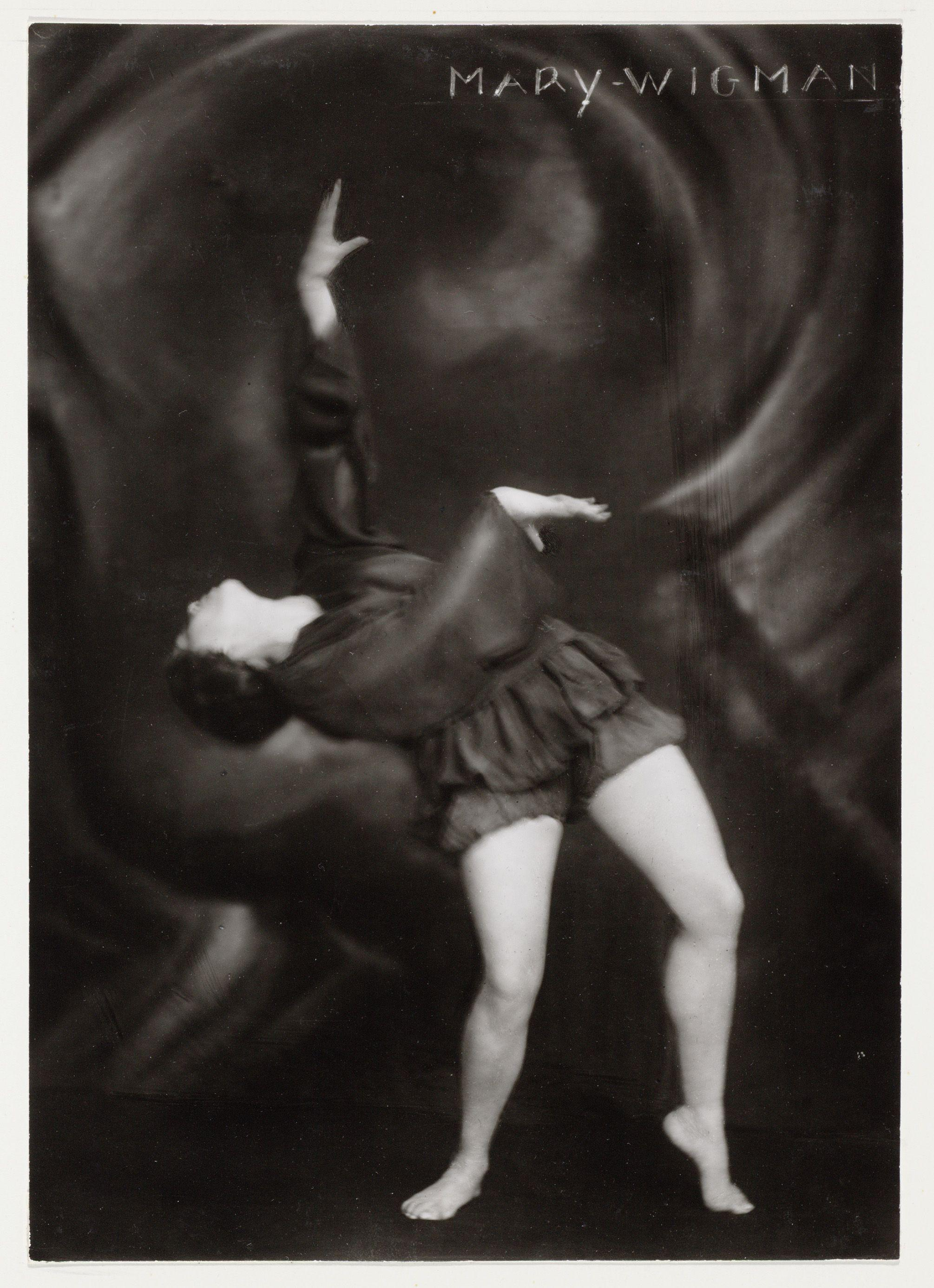
Wigman (1922)

- رقصة الصيف Summer Dance
- صورة الحلم Dream Image
- رقصة الساحرة Witch Dance
- Totenmal
- رقصة لورووDance of Lorrow
- Visions, Cycles, and the Bay
- ايقاع احتفالي Festive Rhythm
- رقص الربيع Dance of Spring

## كتاباتها
- الراقصات السبعة للحياة Die sieben Tänze des Lebens. Tanzdichtung. 1921.
- المقطوعة Komposition. (1925).
- فن الرقص الألماني Deutsche Tanzkunst. 1935.
- لغة الرقص Die Sprache des Tanzes. 1986,

## روابط خارجية
- ماري ويجمان على موقع IMDb (الإنجليزية)
- ماري ويجمان على موقع الموسوعة البريطانية (الإنجليزية)
- ماري ويجمان على موقع مونزينجر (الألمانية)
- ماري ويجمان على موقع ميوزك برينز (الإنجليزية)